# Baltische Fußballmeisterschaft 1913/14
Die baltische Fußballmeisterschaft 1913/14 des Baltischen Rasen- und Wintersport-Verbandes gewann der SV Prussia-Samland Königsberg im Endrundenturnier mit zwei Punkten Vorsprung vor dem Stettiner FC Titania. Dies war der dritte Gewinn der baltischen Fußballmeisterschaft für die Königsberger, die sich dadurch für die deutsche Fußballmeisterschaft 1913/14 qualifizierten. Bei dieser schieden die Königsberger bereits im Viertelfinale nach einer 1:4-Niederlage gegen den VfB Leipzig auf dem Walter-Simon-Platz in Königsberg aus.
Dies war die letzte Austragung der baltischen Fußballendrunde vor dem Ersten Weltkrieg. Ein regionaler Spielbetrieb, gerade in den Großstädten Königsbger und Stettin, wurde zwar weiter geführt, zu Austragungen der baltischen Fußballendrunde und von deutschen Fußballmeisterschaften kam es in den nächsten Jahren jedoch kriegsbedingt nicht. Erst 1919/20 wurde wieder eine Endrunde ausgespielt.

## Modus und Übersicht
Auf dem Verbandstag des BRWV am 13. März 1913 wurde beschlossen, zu dieser Spielzeit den Verband Pommerscher Ballspiel-Vereine aufzunehmen. Dieser bildete fortan den Kreis III Pommern innerhalb des Verbandsgebietes. Daneben wurden die Kreise I Ostpreußen und II Danzig/Westpreußen gebildet. Die aus der letzten Spielzeit bekannten Bezirke wurden den Kreisen zugeordnet und spielten zuerst den Kreismeister aus. Die drei Kreismeister qualifizierten sich dann für die baltische Fußballendrunde.
| Kreis              | Kreismeister                  |
| ------------------ | ----------------------------- |
| Ostpreußen         | SV Prussia-Samland Königsberg |
| Danzig/Westpreußen | BuEV Danzig                   |
| Pommern            | Stettiner FC Titania          |

## Kreis I Ostpreußen
Der Kreis I Ostpreußen wurde zu dieser Spielzeit aus den Bezirken Königsberg, Tilsit-Memel, Insterburg-Gumbinnen, Rastenburg-Lyck und Allenstein-Osterode gebildet. Die fünf Bezirksmeister qualifizierten sich für die ostpreußische Endrunde.

### Bezirk I Königsberg
Der Bezirk Königsberg war zusätzlich in zwei Gruppen unterteilt. Die Gruppensieger spielten in einem Finale den Bezirksmeister aus.
Gruppe A:
| Pl. | Verein                           | Sp. | S | U | N | Tore    | Quote | Punkte |
| --- | -------------------------------- | --- | - | - | - | ------- | ----- | ------ |
| 1.  | VfB Königsberg Ia                | 8   | 7 | 0 | 1 | 044:800 | 5,50  | 14:20  |
| 2.  | SC Ostpreußen Königsberg         | 8   | 4 | 0 | 4 | 012:190 | 0,63  | 08:80  |
| 3.  | ASC Königsberg                   | 8   | 4 | 0 | 4 | 015:290 | 0,52  | 08:80  |
| 4.  | SV Prussia-Samland Königsberg Ib | 8   | 3 | 0 | 5 | 028:200 | 1,40  | 06:10  |
| 5.  | SC Favorit Königsberg (N)        | 8   | 2 | 0 | 6 | 007:300 | 0,23  | 04:12  |

| (N) | Aufsteiger |

Gruppe B:
| Pl. | Verein                                | Sp. | S | U | N | Tore    | Quote | Punkte |
| --- | ------------------------------------- | --- | - | - | - | ------- | ----- | ------ |
| 1.  | SV Prussia-Samland Königsberg Ia (BM) | 8   | 7 | 0 | 1 | 056:800 | 7,00  | 14:20  |
| 2.  | RSV Ostmark Königsberg                | 8   | 4 | 0 | 4 | 012:200 | 0,60  | 08:80  |
| 3.  | Königsberger BC                       | 8   | 3 | 1 | 4 | 015:200 | 0,75  | 07:90  |
| 4.  | VfB Königsberg Ib                     | 8   | 3 | 1 | 4 | 012:160 | 0,75  | 07:90  |
| 5.  | SC Viktoria Königsberg (N)            | 8   | 1 | 2 | 5 | 009:400 | 0,23  | 04:12  |

| (BM) | baltischer Titelverteidiger |
| (N)  | Aufsteiger                  |

Finale Bezirk I:
Das Hinspiel fand am 16. November 1913, das Rückspiel am 30. November 1913 statt. Da beide Vereine jeweils ein Spiel gewinnen konnten und eine Addition der Ergebnisse nicht vorgesehen war, gab es am 14. Dezember 1913 ein Entscheidungsspiel.
|                                     | Gesamt |                                                 | Hinspiel | Rückspiel | 3. Spiel |
| ----------------------------------- | ------ | ----------------------------------------------- | -------- | --------- | -------- |
| VfB Königsberg Ia (Sieger Gruppe A) | 06:10  | SV Prussia-Samland Königsberg (Sieger Gruppe B) | 2:1      | 3:5       | 1:4      |

### Bezirk II Tilsit-Memel
Aus dem Bezirk II Tilsit-Memel ist nur der Sieger, MTV Memel und der weitere Teilnehmer SC Lituania Tilsit überliefert.

### Bezirk III Insterburg-Gumbinnen
| Pl. | Verein                   | Sp. | S | U | N | Tore    | Quote | Punkte |
| --- | ------------------------ | --- | - | - | - | ------- | ----- | ------ |
| 1.  | FC Preußen Gumbinnen     | 2   | 2 | 0 | 0 | 008:100 | 8,00  | 04:0   |
| 2.  | SV Insterburg            | 2   | 1 | 0 | 1 | 006:400 | 1,50  | 02:20  |
| 3.  | SC Preußen Insterburg    | 2   | 1 | 0 | 1 | 006:600 | 1,00  | 02:20  |
| 4.  | TSV Eydtkuhnen           | 1   | 0 | 0 | 1 | 001:500 | 0,20  | 0:20   |
| 5.  | SC Litauen Gumbinnen (N) | 1   | 0 | 0 | 1 | 000:500 | 0,00  | 0:20   |

| (N) | Aufsteiger |

### Bezirk IV Rastenburg-Lyck
Im Bezirk IV Rastenburg-Lyck fand 1913/14 kein Spielbetrieb statt.

### Bezirk V Allenstein-Osterode
Aus dem Bezirk V Allenstein-Osterode ist nur der Sieger, SV Allenstein, überliefert.

### Endrunde Kreis I Ostpreußen
Die Sieger der Bezirksligen trafen im K.-o.-System aufeinander, um den Kreismeister Ostpreußens zu ermitteln.
Halbfinale:
| Datum           |                        | Ergebnis |                               | Ort        |
| --------------- | ---------------------- | -------- | ----------------------------- | ---------- |
| 1. Februar 1914 | Sp. Abt. des MTV Memel | 1:4      | FC Preußen Gumbinnen          | Memel      |
| 1. Februar 1914 | SV Allenstein          | a-:- a   | SV Prussia-Samland Königsberg | Allenstein |

Finale:
| Datum        |                               | Ergebnis  |                      | Ort                      |
| ------------ | ----------------------------- | --------- | -------------------- | ------------------------ |
| 1. März 1914 | SV Prussia-Samland Königsberg | 8:1 (3:0) | FC Preußen Gumbinnen | Herzogsacker, Königsberg |

## Kreis II Danzig/Westpreußen
Der Kreis II Danzig/Westpreußen wurde zu dieser Spielzeit aus den Bezirken Danzig, Elbing, Graudenz-Marienwerder und Konitz gebildet. Die vier Bezirksmeister qualifizierten sich für die ostpreußische Endrunde.

### Bezirk I Danzig
| Pl. | Verein              | Sp. | S | U | N  | Tore    | Quote | Punkte |
| --- | ------------------- | --- | - | - | -- | ------- | ----- | ------ |
| 1.  | BuEV Danzig         | 12  | 7 | 3 | 2  | 040:120 | 3,33  | 17:70  |
| 2.  | SV Ostmark Danzig   | 12  | 8 | 1 | 3  | 038:120 | 3,17  | 17:70  |
| 3.  | TuFC Preußen Danzig | 12  | 5 | 1 | 6  | 021:220 | 0,95  | 11:13  |
| 4.  | ASC Danzig          | 12  | 1 | 1 | 10 | 007:600 | 0,12  | 03:21  |

Entscheidungsspiel Platz 1:
| Datum            |             | Ergebnis |                   | Ort                           |
| ---------------- | ----------- | -------- | ----------------- | ----------------------------- |
| 15. Februar 1914 | BuEV Danzig | 3:1      | SV Ostmark Danzig | Heinrich-Ehlers-Platz, Danzig |

### Bezirk II Elbing
Aus dem Bezirk Elbing ist aktuell der Sieger, VfR Hansa Elbing und die weiteren Teilnehmer Elbinger SV, RV Braunsberg und SV Viktoria Elbing überliefert.

### Bezirk III Graudenz
Aus dem Bezirk Graudenz ist aktuell nur der Sieger, SV Marienwerder und der weitere Teilnehmer SC Graudenz überliefert.

### Bezirk IV Konitz
In dem Bezirk IV Konitz fand 1913/14 kein Spielbetrieb statt.

### Endrunde Kreis II Danzig/Westpreußen
Halbfinale:
| Datum                            |                    | Ergebnis |                 | Ort          |
| -------------------------------- | ------------------ | -------- | --------------- | ------------ |
| 15. Februar 1914                 | SV Marienwerder 05 | 14:10    | SC Hansa Elbing | Marienwerder |
| BuEV Danzig erhielt ein Freilos. |                    |          |                 |              |

Finale:
| Datum        |                    | Ergebnis  |             | Ort          |
| ------------ | ------------------ | --------- | ----------- | ------------ |
| 1. März 1914 | SV Marienwerder 05 | 1:3 (1:2) | BuEV Danzig | Marienwerder |

## Kreis III Pommern
Der Kreis III Pommern wurde zu dieser Spielzeit aus den Bezirken Stolp, Köslin, Bromberg-Schneidemühl und Stettin gebildet. Die vier Bezirksmeister qualifizierten sich für die ostpreußische Endrunde.

### Bezirk I Stolp
Der Bezirk Stolp war zusätzlich in einen Ostkreis und einen Westkreis unterteilt, deren Sieger ein Entscheidungsspiel um den Bezirksmeister ausspielten. Aktuell sind nur die Tabellenplätze und das Entscheidungsspiel überliefert.
Ostkreis:
| Pl. | Verein                    |
| --- | ------------------------- |
| 1.  | SV Viktoria Stolp         |
| 2.  | FC Hohenzollern Lauenburg |
| 3.  | SV Greif Ritzow           |

Westkreis:
| Pl. | Verein            |
| --- | ----------------- |
| 1.  | SV Germania Stolp |
| 2.  | SG I.O.G.T. Stolp |
| 3.  | RSV Pfeil Schlawe |

Finale Bezirk I Stolp:
|                   | Ergebnis |                   |
| ----------------- | -------- | ----------------- |
| SV Germania Stolp | 4:2      | SV Viktoria Stolp |

### Bezirk II Köslin
Im Bezirk II Köslin war der einzige gemeldete Verein der Kösliner SV Phönix. Daher kam es in diesem Bezirk zu keinem Spielbetrieb, der Kösliner SV Phönix wurde deswegen jedoch auch nicht zur pommerschen Fußballendrunde zugelassen.

### Bezirk III Bromberg/Schneidemühl
In dieser Spielzeit wurde kein Meister ermittelt, die ausgetragenen Spiele wurden für nichtig erklärt.

### Bezirk IV Stettin
Der Bezirk Stettin wurde in einem Rundenturnier ausgetragen.
| Pl. | Verein                         | Sp. | S | U | N | Tore    | Quote | Punkte |
| --- | ------------------------------ | --- | - | - | - | ------- | ----- | ------ |
| 1.  | Stettiner FC Titania           | 5   | 4 | 1 | 0 | 034:700 | 4,86  | 09:10  |
| 2.  | SC Blücher Stettin             | 5   | 3 | 1 | 1 | 022:100 | 2,20  | 07:30  |
| 3.  | SC Preußen Stettin             | 5   | 3 | 0 | 2 | 015:100 | 1,50  | 06:40  |
| 4.  | Stettiner SVgg 1905            | 5   | 3 | 0 | 2 | 016:200 | 0,80  | 06:40  |
| 5.  | SC Minerva Stettin             | 5   | 1 | 0 | 4 | 013:280 | 0,46  | 02:80  |
| 6.  | Sport-Britannia 1908 Stettin b | 5   | 0 | 0 | 5 | 004:290 | 0,14  | 0:10   |
| 7.  | Stettiner SC c                 | 0   | 0 | 0 | 0 | 000:000 | 1,00  | 0:0    |

### Endrunde Kreis III Pommern
| Datum            |                                           | Ergebnis  |                                                 | Ort   |
| ---------------- | ----------------------------------------- | --------- | ----------------------------------------------- | ----- |
| 15. Februar 1914 | SV Germania Stolp (Sieger Bezirk I Stolp) | 0:4 (0:2) | Stettiner FC Titania (Sieger Bezirk IV Stettin) | Stolp |

## Endrunde um die baltische Fußballmeisterschaft
Die Endrunde um die baltische Fußballmeisterschaft wurde in der Saison 1913/14 erstmals im Rundenturnier ausgetragen. Qualifiziert waren die drei Kreismeister. Der SV Prussia-Samland Königsberg setzte sich mit zwei Siegen durch.

### Kreuztabelle
| 1914                          | SV Prussia-Samland Königsberg | Stettiner FC Titania | BuEV Danzig |
| ----------------------------- | ----------------------------- | -------------------- | ----------- |
| SV Prussia-Samland Königsberg |                               |                      |             |
| Stettiner FC Titania          | 1:4                           |                      | 4:2         |
| BuEV Danzig                   | 0:5                           |                      |             |

### Abschlusstabelle
| Pl. | Verein                                                    | Sp. | S | U | N | Tore    | Quote | Punkte |
| --- | --------------------------------------------------------- | --- | - | - | - | ------- | ----- | ------ |
| 1.  | SV Prussia-Samland Königsberg (Sieger Kreis I Ostpreußen) | 2   | 2 | 0 | 0 | 009:100 | 9,00  | 04:0   |
| 2.  | Stettiner FC Titania (Sieger Kreis III Pommern)           | 2   | 1 | 0 | 1 | 005:600 | 0,83  | 02:20  |
| 3.  | BuEV Danzig (Sieger Kreis II Danzig/Westpreußen)          | 2   | 0 | 0 | 2 | 002:900 | 0,22  | 0:40   |